# Heptarthrius
Heptarthrius is een geslacht van kevers uit de familie bladkevers (Chrysomelidae).
De wetenschappelijke naam van het geslacht werd in 1866 gepubliceerd door Suffrian.

## Soorten
- Heptarthrius triangulum Schoeller, 2004